# Lasiodora dolichosterna
Lasiodora dolichosterna é uma espécie de aranha pertencente à família Theraphosidae (tarântulas).